# Amélie de Beauharnais
Amélie de Beauharnais (Amélie Auguste Eugénie Napoléone de Beauharnais), Princezna z Leuchtenbergu, vévodkyně z Braganzy, (31. července 1812 Milán, Itálie – 26. ledna 1873 Lisabon, Portugalsko) byla císařovnou Brazílie jako manželka Petra I. Brazilského.
Byla vnučkou francouzské císařovny Joséphine de Beauharnais. Její otec Evžen de Beauharnais byl jediným synem císařovny Joséphine a jejího prvního manžela Alexandra, vikomta z Beauharnais. Stal se tak nevlastním synem Napoleona Bonaparta, když se jeho matka provdala za budoucího císaře. Matkou císařovny Amélie byla princezna Augusta, dcera krále Maxmiliána I. Josefa Bavorského.

## Původ a mládí

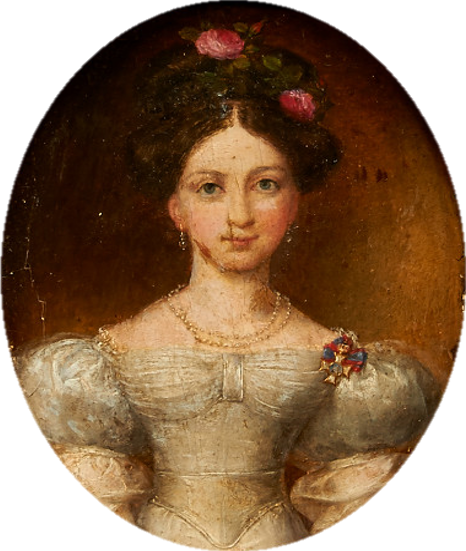
Amélie v 17 letech, Friedrich Wilhelm Spohr, 1829.

Amélie byla čtvrtým dítětem generála Evžena de Beauharnais, vévody z Leuchtenbergu, a jeho manželky, princezny Augusty Bavorské. Její otec byl synem Joséphine de Beauharnais a jejího prvního manžela, vikomta Alexandra de Beauharnais. Když se Joséphine znovu provdala za Napoleona Bonaparta, Evžen byl jím adoptován a stal se místokrálem Italského království. Améliina matka byla dcerou bavorského krále Maxmiliána I. Josefa a jeho první choti, princezny Augusty Vilelmíny Hesensko-Darmstadtské. Mezi Améliiny sourozence patřili Joséphine de Beauharnais mladší, královna-choť švédského krále Oskara I., a August de Beauharnais, 2. vévoda z Leuchtenbergu, princ-choť portugalské královny Marie II. (nevlastní dcera Amélie). Napoleon III. byl Améliiným prvním bratrancem.
Po porážce Napoleona Bonaparta v roce 1814 se Evžen de Beauharnais, kterému jeho tchán udělil titul vévody z Leuchtenbergu, usadil v Mnichově. Améliinu matku Augustu napadla možnost provdat Amélii za brazilského císaře, aby byly zaručeny nároky rodu Leuchtenbergů na královský status.

## Manželství
Po smrti své první manželky, rakouské arcivévodkyně Marie Leopoldiny, v prosinci 1826 vyslal brazilský císař Petr I. (a portugalský král Petr IV.) markýze Barbacenu do Evropy, aby mu našel druhou manželku. Jeho úkol nebyl snadný; hledání komplikovalo několik faktorů. Za prvé, Petr I. stanovil čtyři podmínky: dobré rodinné zázemí, krásu, ctnost a kulturu. Naopak brazilský císař neměl v Evropě příliš dobrou pověst: jeho vztah s markýzou ze Santosu byl nechvalně známý a očekávalo se, že jen málo vhodných princezen bude ochotno opustit evropské dvory a provdat se za vdovce, který měl pošramocenou pověst manžela, a stát se nevlastní matkou jeho pěti dětí. Aby toho nebylo málo, bývalý tchán císaře Petra, František I. Rakouský, neměl o politických názorech svého zetě valné mínění a zřejmě jednal tak, aby zabránil novému sňatku a zajistil, že jeho vnuci zdědí brazilský trůn, pokud přežijí dětství.
Poté, co odmítnutí osmi princezen učinilo z velvyslance objekt opovržení na evropských dvorech, markýz z Barbacenu po dohodě s císařem snížil své požadavky a hledal pro Petra pouze „dobrou a ctnostnou“ manželku. Amélie se nyní stala dobrou možností, ale k jejich setkání nepřispěl Barbacena, nýbrž Domingos Borges de Barros, vikomt z Pedra Branca, ministr v Paříži, jemuž byla ukázána. Pocházela z významného a starobylého rodu z matčiny strany, z rodu Wittelsbachů, ale její otec, exulant, který se podílel na potupném sesazení Napoleona Bonaparta z císařského trůnu, nebyl optimální manželskou partií. To však byla její jediná „vada." Princezna byla vysoká, velmi krásná, dobře stavěná, s jemnou tváří. Měla modré oči a hnědozlaté vlasy. António Teles da Silva Caminha e Meneses, markýz z Resende, vyslaný, aby si ověřil krásu mladé dámy, ji velmi chválil a řekl, že má „tělesnou podobu, jakou nám dal malíř Correggio na svých obrazech královny ze Sáby." Byla také kultivovaná a citlivá. Současný článek v londýnských Timesech potvrzuje, že byla jednou z nejvzdělanějších a nejlépe připravených princezen v německém světě.
Svatební smlouva byla podepsána 29. května 1829 v Anglii a 30. června ji v Mnichově stvrdila Améliina matka, vévodkyně z Leuchtenbergu, která svou dceru osobně vychovávala. Dne 30. července téhož roku byla v Brazílii vyhlášena svatební smlouva mezi Petrem I. a Amélií z Leuchtenbergu. Po potvrzení sňatku Petr definitivně přerušil své vazby na markýzu ze Santosu a na důkaz svých dobrých úmyslů založil Řád růže s mottem „Amor e Fidelidade“ („Láska a věrnost“). Svatební obřad v zastoupení, který se konal 2. srpna v kapli mnichovského paláce Leuchtenberg, byl prostou záležitostí s malou účastí, protože Amélie trvala na tom, že věnuje mnichovskému sirotčinci nezanedbatelnou částku, kterou Petr poslal na obřad s plnou pompou. Císaře Petra I. zastupoval markýz z Barbaceny. Amélii bylo sotva sedmnáct let, Petrovi třicet.
Améliina matka předvídala, s jakými obtížemi se její dcera může setkat, a pečlivě ji na to připravila. Kromě dobrého věna a výbavy jí dala mnoho rad a doporučila jí, aby dávala najevo své city a překonala případnou plachost, aby neodradila svého manžela, aby byla láskyplná ke svým nevlastním dětem a především aby jako císařovna zůstala věrná zájmům Brazilců. Na cestu s ní byl vyslán vědec Carl Friedrich von Martius, aby ji poučil o Brazílii, a Ana Romana de Aragão Calmon, hraběnka z Itapagipe, aby ji seznámila s osobností jejího manžela a zvyky brazilského dvora a naučila ji portugalsky.

## Příjezd do Brazílie a život císařovny

Císařova druhá svatba, obraz namaloval Jean-Baptiste Debret.

Amélie vyplula do Nového světa z nizozemského Ostende na fregatě Imperatriz a 15. října 1829 dorazila do Ria de Janeira po plavbě, která proběhla rychleji, než bylo plánováno. Traduje se, že když se císař Petr dozvěděl, že se loď blíží, nalodil se na remorkér, aby se s ní setkal na druhé straně přístavu, a že se zhroutil dojetím, když spatřil svou ženu na palubě. Mezi těmi, kdo ji na palubě doprovázeli, byl Barbacena a desetiletá Marie II. Portugalská, v jejíž prospěch se její otec ještě v roce 1826 vzdal práv na portugalský trůn. Barbacena na téže cestě přijal poslání přivézt Marii do péče jejího dědečka, rakouského císaře Františka I., ale uprostřed cesty se dozvěděl, že trůn tohoto císaře si uzurpoval Michal, bratr Petra, a rozhodl se ji místo toho odvézt do Anglie, kterou považoval za bezpečnější místo. Po uzavření císařské svatební smlouvy se spolu s Améliiným doprovodem, včetně Améliina bratra Augusta de Beauharnais, 2. vévody z Leuchtenbergu, opět vydali do Brazílie. Krátce po prvním setkání novomanželů byly děti Petra z prvního manželství přivezeny na loď své nové nevlastní matky, aby manželé a děti společně poobědvali.
Následujícího dne v poledne se Amélie za prudkého deště vylodila a byla přijata slavnostním průvodem. Poté se s Petrem odebrala do císařské kaple, aby přijala svatební požehnání. Všechny oslnila její krása, kterou podtrhovaly dlouhé bílé šaty a róba vyšívaná stříbrem podle francouzské módy. Po obřadu následovala veřejná oslava s ohňostrojem a velkolepá státní hostina pro dvůr.
V lednu 1830 byla nová císařovna slavnostně představena u dvora a všechny dámy se oblékly do růžové, císařovniny oblíbené barvy. Následujícího dne manželé zahájili líbánky, které strávili šest týdnů na ranči otce Correa v Serra da Estrela, budoucí lokalitě města Petrópolis.
Po návratu se setkali s dvorem, který trápily problémy způsobené císařovým důvěrníkem Chalacou (Francisco Gomes da Silva). Barbacena využil příležitosti, aby se zbavil svého starého nepřítele, a doporučil mu odjezd do Evropy, při němž počítal s podporou nové císařovny, která toužila přerušit ještě jedno pouto s dobrodružnou minulostí svého manžela. Již předtím projevila rozhodný postoj, když od počátku odmítala přijmout u dvora Isabelu Marii de Alcântara, vévodkyni z Goiás, dceru Petra z jeho vztahu s markýzou ze Santosu, a požadovala, aby byla Isabela Marie poslána do školy ve Švýcarsku.

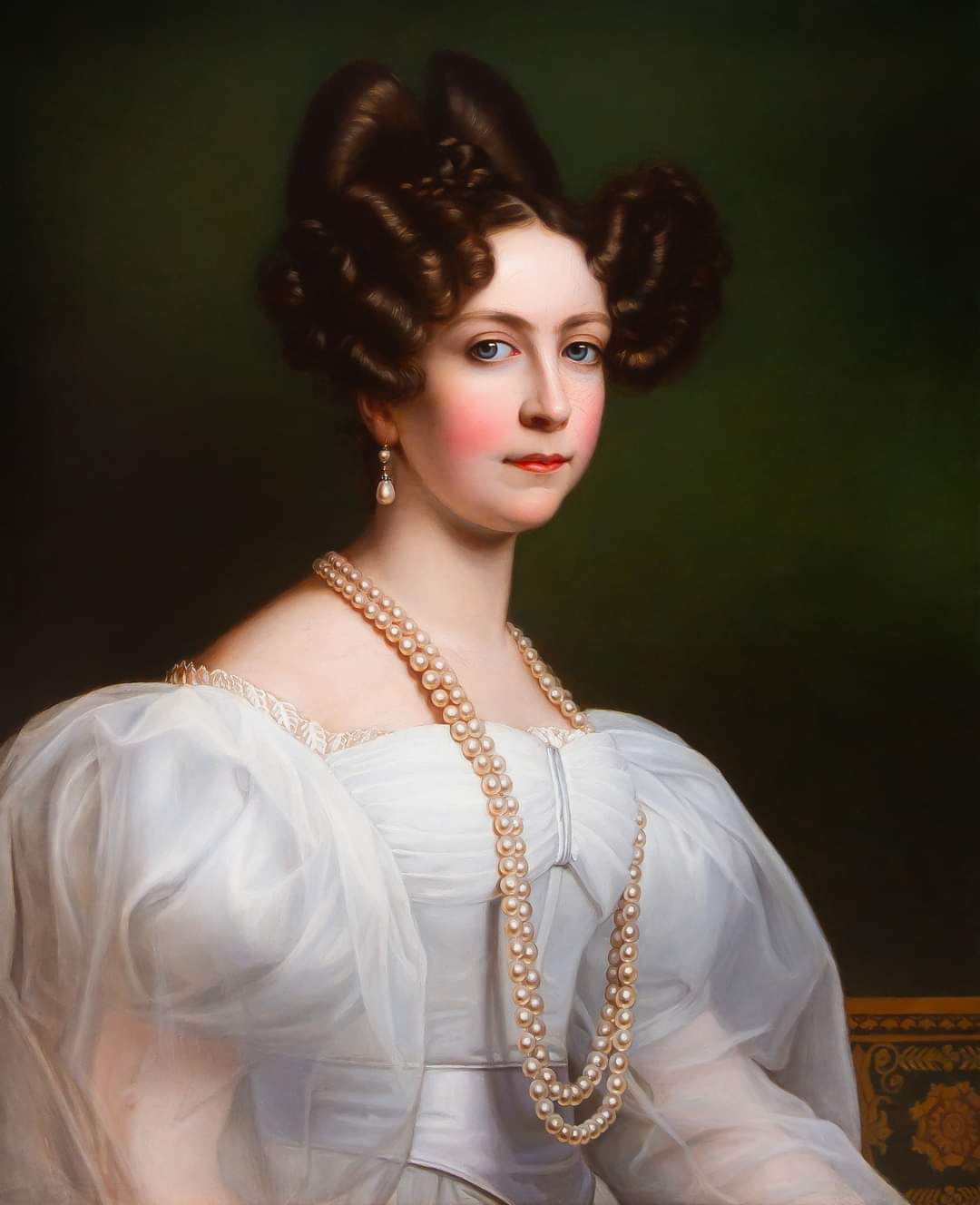
Portrét císařovny Amélie od Josepha Karla Stielera, 1829.

Když se Amélie usadila v císařském paláci Paço de São Cristóvão a zjistila, že její protokol je nedostatečný, zavedla francouzštinu jako dvorní jazyk a přijala ceremoniál po vzoru evropských dvorů. Snažila se modernizovat kuchyni a módu, nově vyzdobila palác, pořídila nové stolní nádobí a stříbro a pokusila se zdokonalit dvorské mravy. V tom posledním dosáhla alespoň částečného úspěchu a elegance císařovny, vždy bezvadně oblečené, se stala mezinárodně proslulou.
Jejich manželství bylo na rozdíl od prvního manželství Petra šťastné a měla prý dobrý vztah i se svými legitimními nevlastními dětmi. Její krása, dobrý smysl a laskavost si rychle získaly náklonnost jejího manžela i jeho dětí z prvního manželství. Postarala se o to, aby její nevlastní děti měly dobré rodinné zázemí a dostalo se jim dobrého vzdělání. Krátce po svatbě jeden francouzský cestovatel napsal: „Zdá se, že císařovna nadále uplatňuje svůj vliv na děti Petra. Šťastné výsledky jsou již patrné, v paláci již provedla značné opravy a začal vládnout pořádek; na výchovu princezen dohlíží a řídí je osobně císařovna," přičemž stejnou péči věnovala i následníkovi trůnu, malému princi Pedrovi de Alcântara (pozdějšímu brazilskému císaři Petrovi II.); důkazem toho je, že jí brzy začal říkat ,,mamãe" (“maminko"). Amélie vždy vyjadřovala Petrovi II. svou náklonnost a až do konce svého života s ním udržovala korespondenci a snažila se ho učit a podporovat. Dochovalo se téměř šest desítek let jejich korespondence. Petr II. její laskavost opětoval, požádal ji o pomoc při sjednávání sňatků pro své vlastní dcery a v roce 1871 ji navštívil v Lisabonu.
Její přítomnost byla také důležitá pro obnovení popularity jejího manžela a dodala mu odvahu v těžkém období nového císařství, ale nadšení, které sňatek vyvolal, nemělo dlouhého trvání. José Bonifácio jí radil, co by měl její manžel udělat, aby se usmířil s brazilským lidem, ale nic nepomohlo. Nejistá hospodářská situace a politické turbulence urychlily nevyhnutelnou krizi a 7. dubna 1831 se Petr vzdal trůnu ve prospěch svého mladého syna.

## Návrat do Evropy

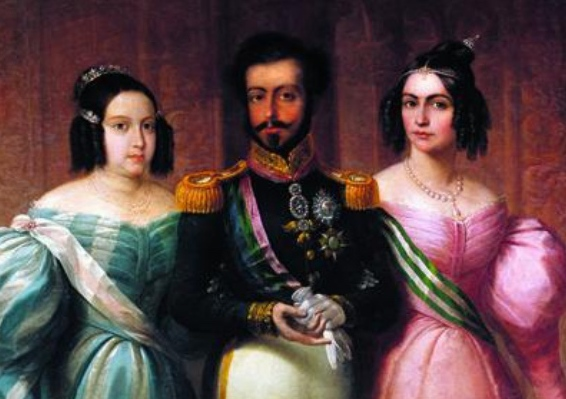
Vévoda a vévodkyně z Braganzy (vpravo) s portugalskou královnou Marií II., Petrovou nejstarší dcerou, jen několik měsíců před jeho smrtí, 1834.

Poté, co se Petr vzdal koruny, Amélie doprovázela svého manžela zpět do Evropy. Nyní měli titul vévody a vévodkyně z Braganzy. Amélie byla ve třetím měsíci těhotenství a během plavby trpěla nevolnostmi. Po doplnění zásob na lodi na ostrově Faial na Azorech dorazili 10. června 1831 do Cherbourgu ve Francii. Byli přivítáni s poctami odpovídajícími vládnoucím monarchům, uvítáni dělovou salvou z 21 děl a oddílem 5 000 vojáků Národní gardy. Prefektura města jim nabídla jako ubytování palác, ale pouhých deset dní po jejich příjezdu Petr odjel do Londýna a zanechal zde Amélii, která se 23. dne téhož měsíce znovu setkala s Petrovou dcerou Marií.
Amélie se brzy usadila v Paříži u Marie a u Petrovy nemanželské dcery Isabely Marie, vévodkyně z Goiás, kterou Amélie nakonec adoptovala jako svou vlastní dceru. Dne 30. listopadu 1831 Amélie porodila princeznu Marii Amálii, která se stala jejím jediným dítětem. Její otec vyjádřil své štěstí v dopise mladému Petrovi II.: „Boží Prozřetelnost uznala za vhodné zmenšit smutek, který mé otcovské srdce pociťuje z odloučení od V. M. I. (Vossa Majestade Imperial, ,,Vaše císařské Veličenstvo"), když mi dala dceru a V. M. I. další sestru a poddanou.“
Mezitím Petr I. jako vévoda z Braganzy zahájil krvavý boj proti svému bratrovi Michalovi I. Portugalskému o portugalskou korunu ve jménu své dcery Marie. Po obdržení zprávy o vévodově vítězství v Lisabonu odjela Amélie se svou dcerou a nevlastní dcerou do Portugalska a do hlavního města dorazila 22. září 1833. Když byl Michal poražen a vypovězen z Portugalska, Petr a jeho rodina se usadili nejprve v paláci Ramalhão a později v Národním paláci Queluz.

## Vdovství a poslední roky života

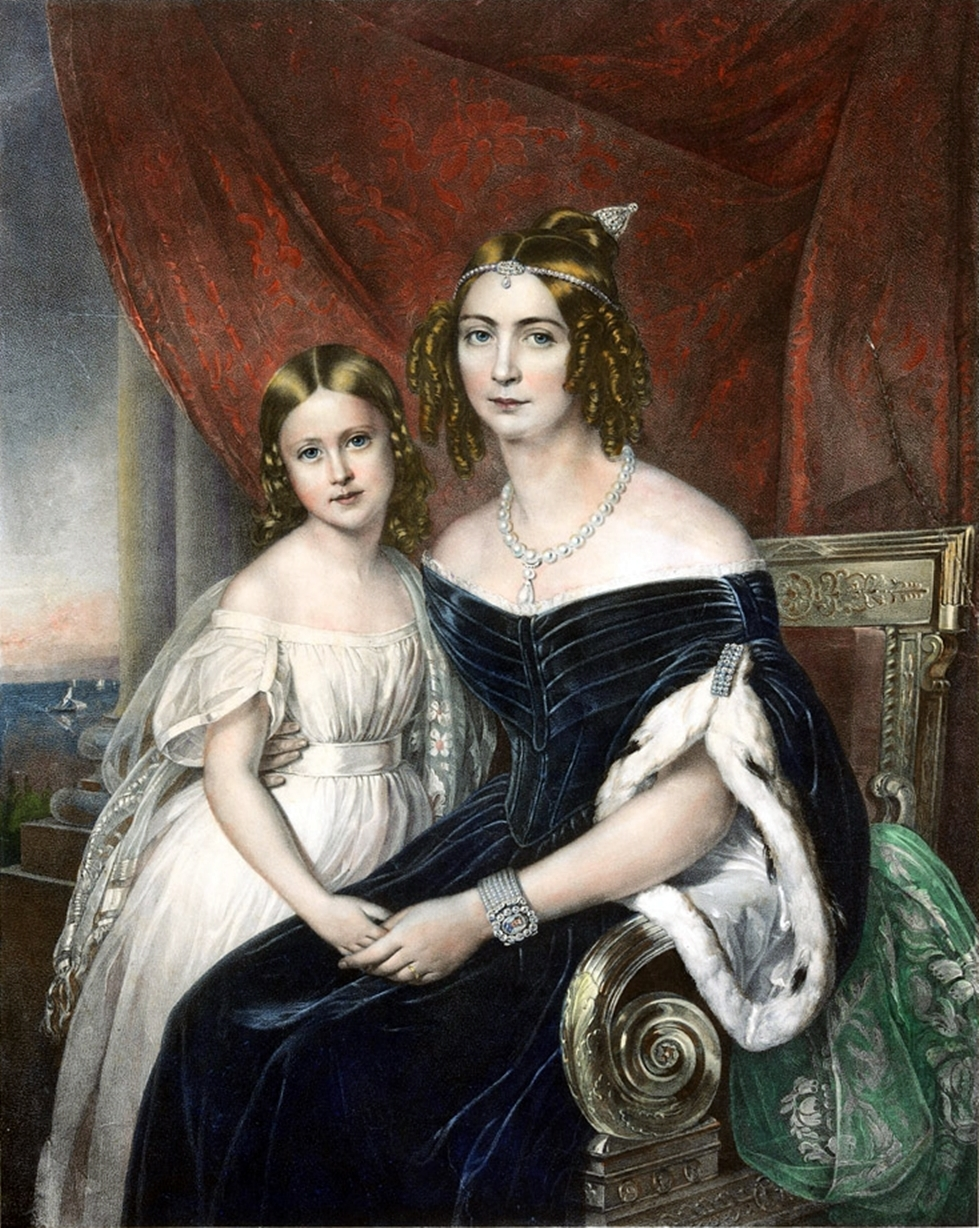
Amélie s dcerou Marií Amálií

Podnikavý život Petra podlomil jeho zdraví; onemocněl tuberkulózou a 24. září 1834 zemřel. Amélie respektovala ustanovení jeho závěti. Přál si, aby se Marii Isabel de Alcântara, hraběnce z Iguaçu, jeho nemanželské dceři z manželství s markýzou ze Santosu, dostalo dobrého evropského vzdělání jako její sestře, vévodkyni z Goiás. Markýza však odmítla dívku poslat. Petr stanovil dědictví i pro své další nemanželské děti, čímž snížil dědictví Amélie a její vlastní dcery; toto ustanovení ukazovalo, že Petr miloval všechny své děti, ať už byly legitimní, nebo ne.
Amélie se nikdy znovu neprovdala; přestěhovala se do Palácio das Janelas Verdes („Palác zelených oken“, známý také jako Palácio de Alvor-Pombal, kde dnes sídlí portugalské Národní muzeum starého umění) a věnovala se charitativní činnosti a vzdělávání své dcery. Marie Amálie se projevila jako velmi inteligentní a talentovaná hudebnice. Příležitostně Amélie se svou dcerou navštěvovala Bavorsko. Přestože se usadily v Portugalsku, nebyly považovány za součást portugalské královské rodiny. Amélie usilovala o uznání sebe a své dcery za členy brazilské císařské rodiny, čímž by měla nárok na důchod, ale Petr II. byl stále nezletilý a brazilské regentství se obávalo možného vlivu císařovny-vdovy Amélie na státní záležitosti, stejně jako možnosti jejího přimknutí k politickým frakcím, které by mohly poškodit vládu. Odmítli uznat její dceru Marii Amélii za brazilskou princeznu a zakázali jí vkročit do země. Tato situace se změnila, když Petr II. dosáhl plnoletosti. Jeho vztahy s nimi byly dobré a 5. července 1841 byly Amélie a Marie Amálie uznány za členky brazilské císařské rodiny. Předtím bylo postavení a místo Marie Amálie v nástupnické linii sporné, protože byla počata v Brazílii v době, kdy byl její otec Petr I. ještě císařem, ale narodila se v zahraničí, po jeho abdikaci, a brazilská ústava pověřila císařský parlament, aby vyřešil pochybnosti týkající se císařského nástupnictví. Brzy po zahájení své osobní vlády Petr II. požádal parlament, aby uznal práva jeho sestry. Dne 5. července 1841 Petr II. konečně podepsal zákon schválený brazilským parlamentem, kterým byla Marie Amálie uznána brazilskou princeznou.

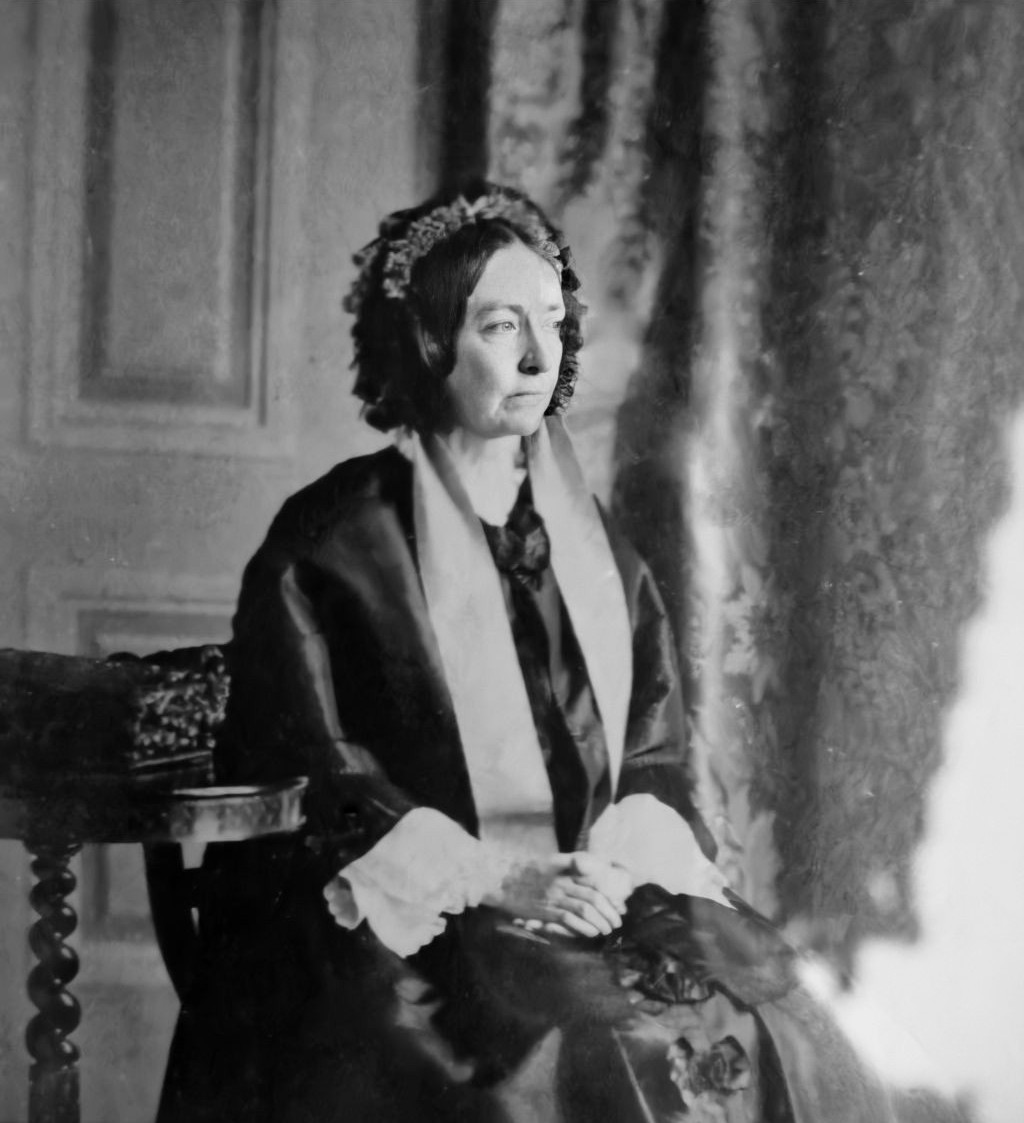
Fotografie Francisca Augusta Gomese, 1861. Amélie po zbytek života nosila černou barvu jako smutek za svého manžela Petra I.

Princezna Marie Amálie se počátkem roku 1852 zasnoubila s rakouským arcivévodou Maxmiliánem (pozdějším císařem Maxmiliánem I. Mexickým), ale krátce nato se u ní začaly projevovat příznaky tuberkulózy. Kvůli této nemoci se s matkou přestěhovala do Funchalu na ostrově Madeira, kde hledala zdravější ovzduší a kam dorazila 31. srpna 1852. Přesto zde princezna 4. února 1853 ve věku 22 let na tuberkulózu zemřela. Její smrt hluboce zasáhla její matku, která každoročně ve výroční den úmrtí navštěvovala hrob Marie Amálie, financovala výstavbu dodnes existující nemocnice ve Funchalu pojmenované „Princesa Dona Maria Amélia“ a odkázala své majetky v Bavorsku arcivévodovi Maxmiliánovi, „kterého by byla ráda měla za zetě, kdyby Bůh zachránil její milovanou dceru Marii Amálii." Po smrti Marie Amálie se Amélie opět usadila v Lisabonu.

### Zdravotní problémy, smrt a pohřeb
Amélie trpěla od roku 1834, kdy zemřel její manžel, angínou pectoris a měla léze na plicích. V roce 1871 byl její zdravotní stav vážný. Petr II. o ní byl neustále informován. Měla horečku, příznaky bronchitidy a problémy s dýcháním. Dokonce jí bylo uděleno poslední pomazání, ale její zdravotní stav se zlepšil poté, co se dozvěděla, že ji navštíví její sestra, švédská královna Joséphine, a Petr II. V roce 1872 se u ní objevily otoky dolních končetin, trpěla dušností a kapilární bronchitidou. Amélie zemřela 26. ledna 1873 ve věku 60 let po městnavém srdečním selhání. Byla pohřbena v královském Pantheonu rodu Braganzů. Podle podmínek její závěti byla její hlavní dědičkou její sestra, královna Joséphine (obdržela mimo jiné diadém Braganza), ale mnoho dokumentů týkajících se Petra I. bylo odkázáno Brazílii, kde se nacházejí v Historickém archivu Brazilského císařského muzea v Petrópolisu. V roce 1982 byly její ostatky převezeny do císařské krypty a kaple v Památníku nezávislosti Brazílie v São Paulu.

## Potomci
- Marie Amálie (1. prosince 1831 – 4. února 1853), byla zasnoubená s rakouským arcivévodou Maxmiliánem, ale zemřela v 21 letech na tuberkulózu.